# Kapelle St. Katharina (Sachseln)

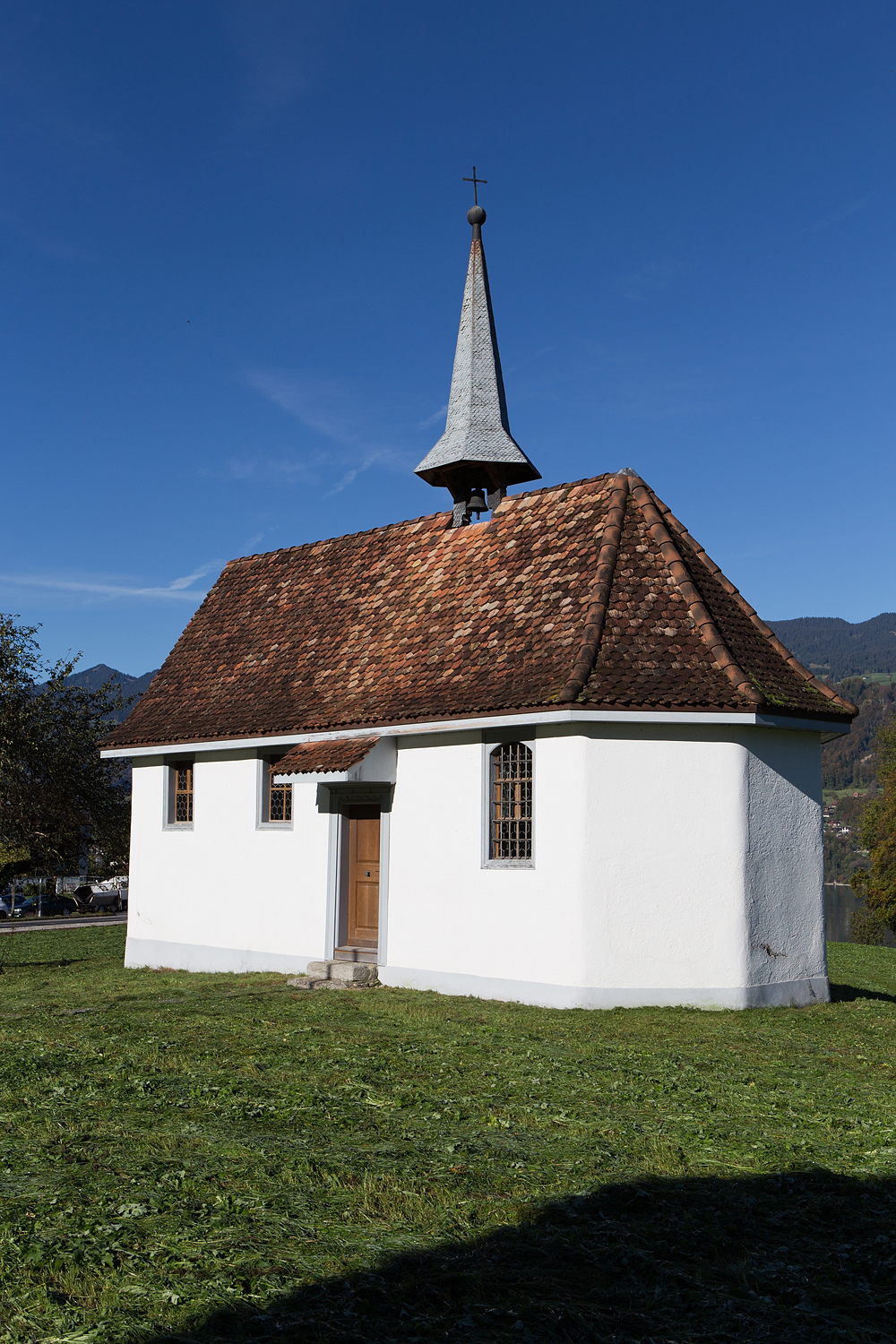
Kapelle St. Katharina (2014)

Die Kapelle St. Katharina ist eine im Jahre 1628 errichtete Kapelle in Sachseln. Sie befindet sich auf der Buntzlisfluo oberhalb der Sachsler Kirche auf dem Weg nach Flüeli-Ranft an der Flüelistrasse neben dem Alters- und Pflegeheim Felsenheim. Als Kulturgut von regionaler Bedeutung steht sie mit der KGS-Nr. 4296 unter Denkmalschutz. Sie steht unter dem Patrozinium der heiligen Katharina von Alexandrien. Die heilige Katharina gehört zu den Vierzehn Nothelfern. Ihr Fest wird am 25. November gefeiert.

## Geschichte
Die Kapelle wurde 1573 vom Sachsler Hauptmann und Ritter Melchior von Flüe gestiftet, der an den meisten Feldzügen gegen die Hugenotten teilgenommen hatte und sehr begütert war. Wahrscheinlich wollte er damit Sühne leisten für einen Totschlag, den er 1571 am Zimmermeister Kaspar zum Bach begangen hatte. Das Patrozinium der heiligen Katharina von Alexandrien wurde gewählt, da diese auch die Patronin der Verbrecher ist, zu denen sich von Flüe wohl aufgrund seiner Tat rechnete.
Die Kapelle wurde von 1626 bis 1628 erbaut, die Weihe fand im Jahre 1626 statt.
Eine gründliche Innenrestauration wurde 1947 ausgeführt und 2002 erfolgte eine Aussenrenovation. Bis Herbst 2020 erfolgt eine umfassende Sanierung des ganzen Innenraums mit Gesamtkosten von rund 120'000 Franken.

## Bau und Ausschmückung
Der schlichte Bau ist etwa 11 mal 5 Meter gross und stammt aus dem zweiten Jahrzehnt des 17. Jahrhunderts. Es ist bemerkenswert, dass er ganz aus Fachwerk besteht und daher den Fachwerkkirchen zuzurechnen ist. Dies kommt jedoch nicht zum Ausdruck, da die Wände innen und aussen verputzt sind. Der Chorraum ist um eine Stufe erhöht und in Trapezform gehalten. Er ist vom Schiff durch eine Art Lettner getrennt. Robert Durrer schrieb in seinem Werk über die Kunstdenkmäler des Kantons Unterwalden: «Der reich geschnitzte, vergoldete und mit zarten metallischen Lasuren getönte Altar ist ein sehr originelles, reizendes Spätrenaissancewerk von ungefähr 1626.»
Das Hauptbild im Altar zeigt das Martyrium der heiligen Katharina, es handelt sich um eine Kopie eines altdeutschen Malers. Sie wurde wahrscheinlich, wie die übrigen Bilder in der Kapelle, von Sebastian Gysig (* 1573 in Stans; † 24. März 1649 in Sarnen) gestaltet. Der reich geschnitzte Holzaltar ist ein Originalwerk der Spätrenaissance.